# Lou Jeunet
Lou Jeunet (...) è una regista, scenografa e sceneggiatrice francese.

## Biografia
Lou Jeunet ha studiato cinema all'Istituto di alti studi cinematografici, conosciuto come IDHEC, frequentando i corsi di produzione e montaggio dal 1986. Ha iniziato a lavorare come stagista sul set di Frantic di Roman Polański. In questa occasione incontra Gérard Brach, sceneggiatore del film, che la incoraggia a scrivere. Nel 1995 ha scritto e diretto il suo primo cortometraggio, Le Beau Pavel, con Jeanne Balibar, che ha vinto un premio al Festival di Alès.
Il suo primo film per la TV, Tout ce qui shine, con Isabelle Carré e Annie Girardot è stato selezionato nel 1998 al Festival del film poliziesco di Cognac. Nel 1999 decide di affrontare il tema dell'incesto con The Favorite Girl interpretato da Laurence Côte. Il film TV è stato notato dalla critica francese e internazionale e gli è valso 2 premi al Festival della televisione di Monte Carlo e una nomination all'International Emmy Award. La regista esplora poi la crisi dell'industria tessile a Calais con Mireille Perrier e Philippe Duclos premiato al Festival de la fiction di Saint-Tropez.
Nel 2019 dirige il suo primo lungometraggio, Curiosa, con Niels Schneider e Noémie Merlant, che rievoca la relazione nel 1895 di Marie de Heredia, conosciuta come Gérard d'Houville con lo scrittore Pierre Louÿs.

## Filmografia

### Regista e sceneggiatrice
- 1995 Le Beau Pavel Cortometraggio
- 1998 Tout ce qui brille, telefilm scritto con Philippe Le Guay
- 1999 La Fille préférée, collana Combat de femme, scritto con Caroline Bottaro e Sylvie Meyer
- 2001 Les Petites Mains, telefilm scritto con Camille Taboulay
- 2005 Coup de vache, telefilm scritto con Marc Syrigas
- 2011 Monique's trip, web-serie scritta con Isabelle Potel
- 2019 Curiosa, Lungometraggio scritto con Raphaëlle Desplechin

### Sceneggiatrice
- 1993 Rhésus Roméo di Philippe Le Guay

## Riconoscimenti
- Festival Cinéma d'Alès Itinérances : Grand prix pour Le Beau Pavel
- Festival de télévision de Monte-Carlo  2000 :  Nymphe d'Or du meilleur scénario et Prix Unda pour La Fille préférée
- Festival de la fiction TV de Saint-Tropez 2001 : Meilleur téléfilm pour Les petites mains

### Nomination
- International Emmy Award 2000 : Meilleure fiction étrangère pour  La Fille préférée